# أليكس هارتمان
أليكس هارتمان (بالإنجليزية: Alex Hartmann) هو منافس ألعاب قوى أسترالي، ولد في 7 مارس 1993 في Elizabeth Vale ‏ في أستراليا.

## وصلات خارجية
- أليكس هارتمان على موقع الاتحاد الدولي لألعاب القوى (الإنجليزية)
- أليكس هارتمان على موقع النتائج التاريخية لألعاب القوى الأسترالية (الإنجليزية)
- أليكس هارتمان على موقع الدوري الماسي (الإنجليزية)
- أليكس هارتمان على موقع اللجنة الأولمبية الدولية (الإنجليزية)
- أليكس هارتمان على موقع أوليمبيديا (الإنجليزية)
- أليكس هارتمان على موقع اللجنة الأولمبية الأسترالية (الإنجليزية)
- أليكس هارتمان على موقع اتحاد ألعاب الكومنولث (مؤرشف) (الإنجليزية)